# Capian
Capian är en kommun i departementet Gironde i regionen Nouvelle-Aquitaine i sydvästra Frankrike. Kommunen ligger i kantonen Cadillac som tillhör arrondissementet Langon. År 2022 hade Capian 798 invånare.

## Befolkningsutveckling
Antalet invånare i kommunen Capian
Referens:INSEE